# ВИА Талас
ВИА Талас је била српска/југословенска музичка група која припада жанру нови талас. Позната је као један од учесника пројекта Артистичка радна акција. Чланови групе су били Бојан Печар и Мира Мијатовић, и у једном делу Мишко Плави и Душан Герзић.

## Историја
Група је основана почетком осамдесетих година 20. века, а поставу су чинили Бојан Печар (вокали, бас-гитара, гитара, синтисајзер, удараљке), Мира Мијатовић (ћерка југословенског политичара Цвијетина Мијатовића, вокали), Душан Герзић Гера (саксофон, бубњеви) и Мишко Петровић Плави (бас-гитара, гитара, пратећи вокали). На компилацијском албуму Артистичка радна акција који је промовисао другу генерацију београдског Новог таласа и панк рок групе појавили су се са две песме, „Hawaii (najljepši kraj)“ и „Лилихип (My Boy Lollipop)“, при чему је друга била обрада песме „My Boy Lollipop“ Мили Смол. ВИА Талас су наступили као прегрупа на првом концерту Идола.
Први албум, под називом Перфектан дан за банана рибе, који је свој назив добио према истоименој краткој причи Џерома Дејвида Селинџера, објављен је 1983. године и на њему је група потписана именом Талас, пошто су у то време Печар и Мијатовић били једини чланови. Снимање је обављено у београдском МС студију, а продуценти су били Печар и Бобан Петровић. Издавачка кућа Сарајево диск објавила је само 3000 примерака албума. На албуму су гостовали Милан Мића Бубало на бубањ машини, Иван Вдовић ВД на бубњевима, Милан Младеновић на гитари и Вук Вујачић на саксофону. Албум је садржао осам нумера, а отварала га је песма „Сама“ која је постала национални хит, појавивши се у филму Шећерна водица Светислава Бате Прелића.

## Дискографија

### Студијски албуми
| албум                        | објављен |
| ---------------------------- | -------- |
| Перфектан дан за банана рибе | 1983     |

Албум „Перфектан дан за банана рибе“ (Сарајево диск, 1983) садржи следеће песме:
- Сама
- Стал-но
- Банана реге
- Бродови
- Дај ми знак
- Крај
- Горке сузе Л. М.
- Чаробњаци улице

### Остала издања
| назив                            | албум                      | објављен |
| -------------------------------- | -------------------------- | -------- |
| „ (najljepši kraj)“ „Лилихип ()“ | Артистичка радна акција    | 1981     |
| „Ти“                             | Вентилатор 202 демо топ 10 | 1983     |
| „Ти“                             | Специјал 2: Дан заљубљених | 2005     |